# Kolae
Il Kolae (Thai: เรือกอและ) è una piccola barca da pesca utilizzata nelle provincie meridionali della Thailandia. La sua lunghezza varia tra i 10 e i 12,5 metri. Nel Kolae la prua e la poppa sono più alte della parte centrale e questo rende unico l'aspetto dell'imbarcazione.
Ogni barca è decorata con una combinazione di elementi che provengono dalla Malaysia, Giava e Thai. Vengono pertanto rappresentati animali quali scimmie, serpenti oppure elementi quali teste di uccelli che appartengono alla mitologia di queste regioni. Tra queste vengono spesso dipinte sulla prua il Burong Si-ngo o Singhapaksi, una potente creatura dal corpo di leone con testa di un uccello con grandi zanne e artigli che tiene un pesce nel becco. Queste pitture sono considerate arte all'opera in quanto oltre a rappresentare un capolavoro che naviga sono dei veri strumenti di lavoro e vengono utilizzate tutti i giorni dai pescatori.
La loro diffusione è vastissima tanto che si dice che un abitante di un villaggio Bang Nara senza il Kolae è come una persona senza i vestiti.